# واشکیفتسی
شهر واشکیفتسی (به روسی: Вашківці) در استان چرنیوتسی در کشور اوکراین واقع شده‌است. جمعیت این شهر ۵٬۹۸۷ نفر  است.